# Catocala reiffi
Catocala reiffi là một loài bướm đêm trong họ Erebidae.